# First ScotRail
La First ScotRail è stata una compagnia di trasporto ferroviaria scozzese di proprietà di FirstGroup. Ha gestito il franchise ScotRail dall'ottobre 2004 al marzo 2015. Le linee erano precedentemente gestite da ScotRail di proprietà della National Express. Dal marzo 2015 la gestione è passata alla Abellio ScotRail che si è aggiudicata la gestione delle linee fino al 2022.
I suoi servizi collegavano principalmente le città di Edimburgo, Glasgow, Inverness, Dundee e Aberdeen.